# Steyr GB
Steyr GB je polavtomatska pištola avstrijskega koncerna Steyr-Daimler-Puch AG (kasneje preimenovanega v Steyr-Mannliher AG).

## Zgodovina in ustroj pištole
Pištolo so začeli razvijati v začetku sedemdesetih let 20. stoletja kot nadomestilo za zastareli službeni pištoli Walther P38 ter Browning High Power.
Prva pištola je luč sveta ugledala leta 1974 pod oznako PI-18, leta 1981 pa je dobila kasnejšo podobo in novo ime, GB. Med letoma 1974 in 1988 so skupaj izdelali med 15.000 in 20.000 pištol obeh tipov.
Pištola deluje na zanimivem principu zadrževanja zaklepa s pomočjo dela smodniških plinov. Tako del smodniških plinov zapusti cev že na sredini ter s svojo silo v posebni komori zadrži vzmet, ki na vodilu skrbi za vračanje zaklepa v prednji položaj. Sprožilec ima dvojno delovanje, pištola pa ima na koncu zaklepišča vzvod za varno spuščanje kladivca  (»dekoker«). Poligonalna cev je trdo kromirana in fiksirana na ogrodje pištole, ki je skupaj z zaklepiščem izdelano iz visoko kakovostnega ogljikovega jekla.
Tritočkovni odprti klasični merki so nenastavljivi, večina pištol pa je imela plastične obloge ročaja.
Kljub izredni natančnosti in zanesljivosti ta pištola ni bila izbrana za službeno orožje Avstrijske vojske in Kopenske vojske ZDA. V Avstriji je zmagal Glock 17, v ZDA pa Beretta M-92 FS.